# Altocumulus stratiformis
L'altocumulus stratiformis (abbreviazione Ac str) è una delle quattro specie in cui possono presentarsi le nubi di altocumulus. Tendono a formare estesi strati di elementi separati tra loro o a volte saldati, con uno spessore inferiore ai 500 m. Sono la specie più frequente di altocumuli.

## Caratteristiche
Queste nubi tendono ad associarsi in grandi strati (da cui il nome della specie) che vanno rapidamente a riempire il cielo dando luogo alla caratteristica conformazione del cielo a pecorelle, tradizionalmente associato all'arrivo di precipitazioni intense. Queste nubi infatti possono rapidamente trasformarsi in nimbostratus che è una tipologia generatrice di pioggia.
Viste dall'interno, come nel caso del passaggio di aerei, danno l'impressione di volare dentro una nebbia densa costituita da goccioline d'acqua alternate a cristalli di ghiaccio. La turbolenza è da debole a moderata.

## Galleria d'immagini

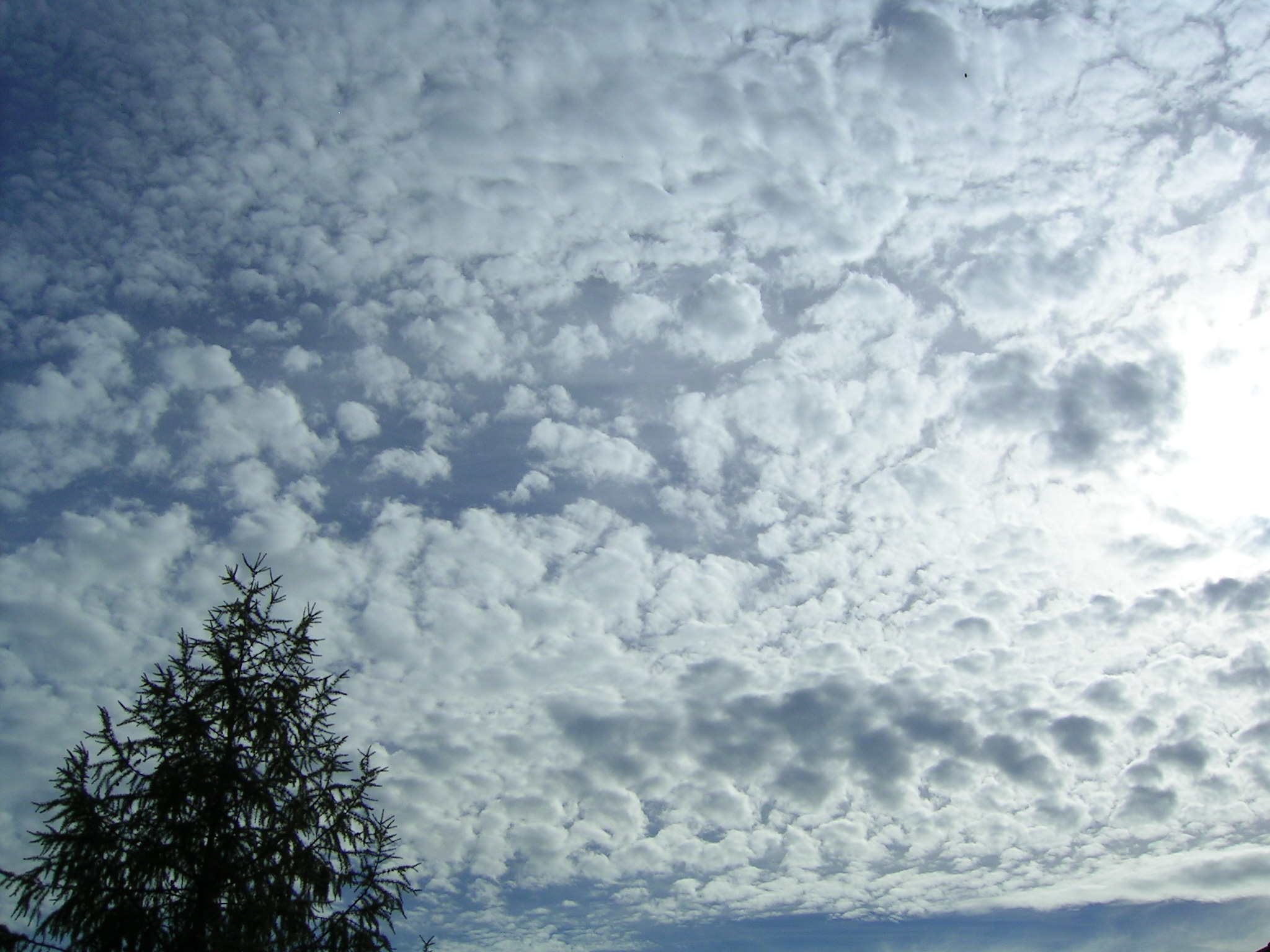
Altocumulus stratiformis
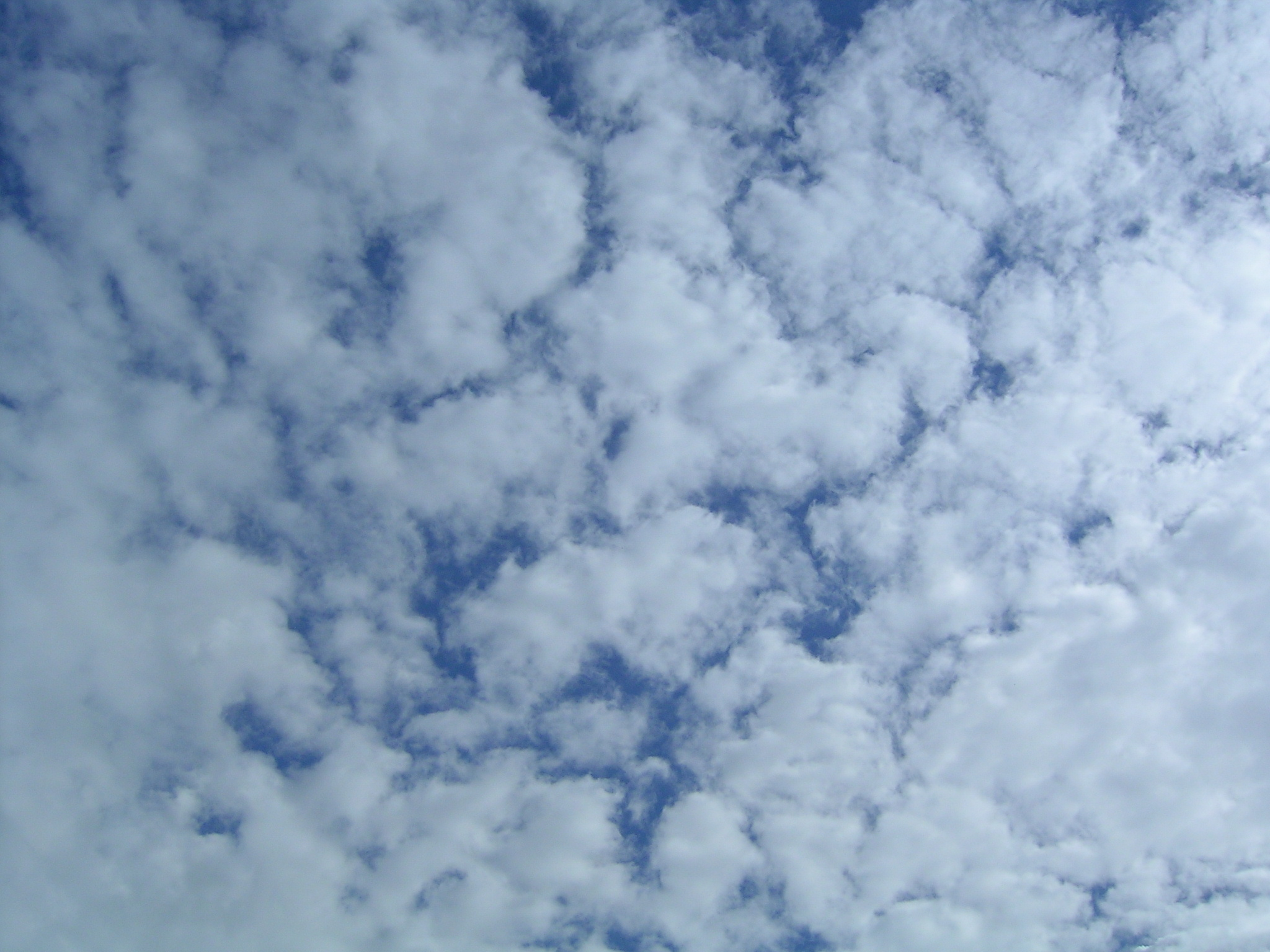
Altocumulus stratiformis
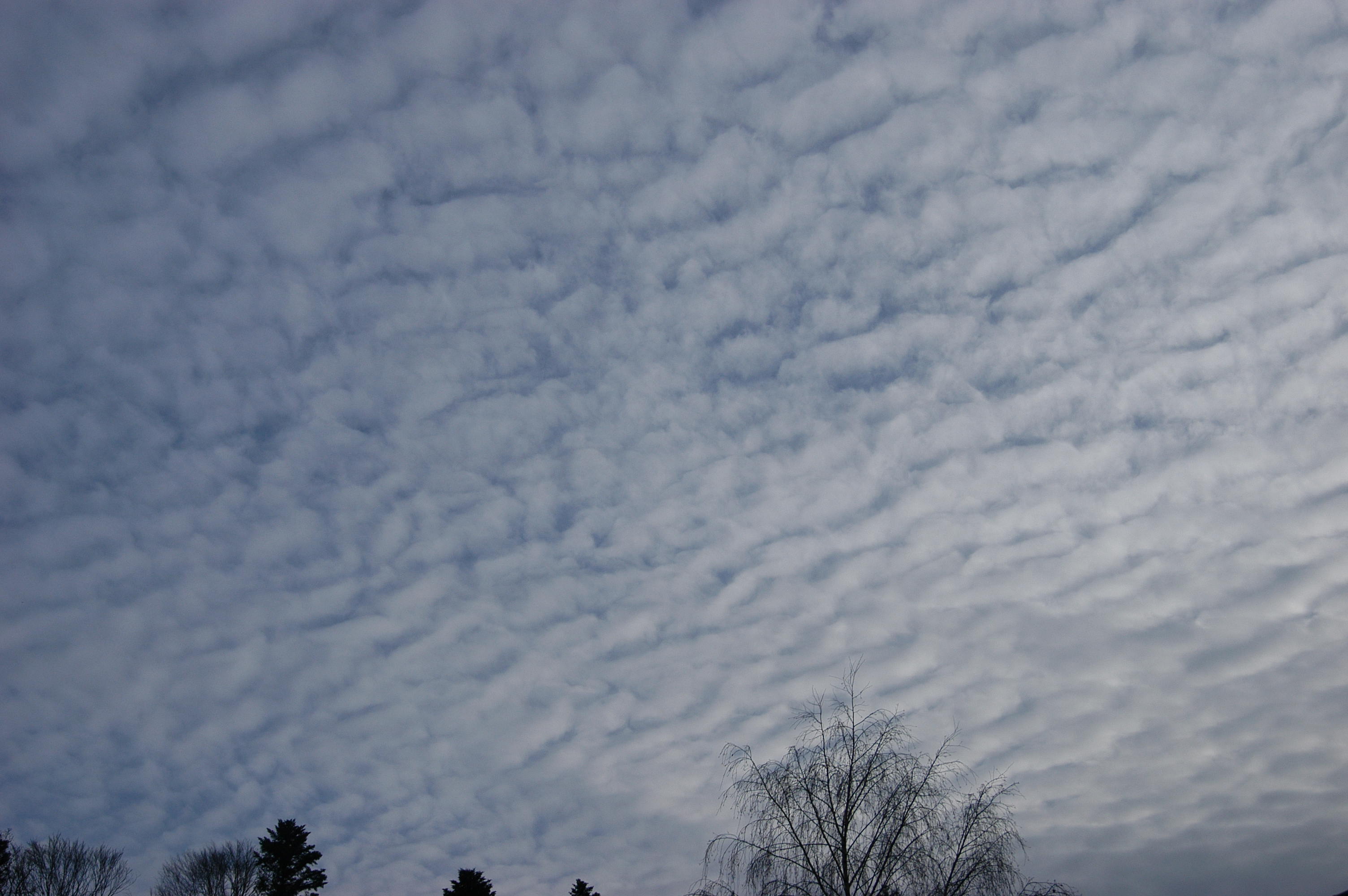
Altocumulus stratiformis undulatus